# Antonov An-124

An-124

De Antonov An-124 "Roeslan" (Oekraïens/Russisch: Антонов Ан-124 "Руслан") (NAVO-codenaam: Condor) is een groot Oekraïens vrachtvliegtuig. Het werd gebruikt als Sovjet-tegenhanger van de Amerikaanse Lockheed C-5 Galaxy, het grootste transportvliegtuig van de Amerikaanse strijdkrachten.
De An-124 heeft een uitklapbare neus en een grote laadklep aan de achterkant van het vliegtuig waardoor van beide kanten geladen kan worden. De An-124 wordt vooral gebruikt voor transport van goederen maar soms ook van passagiers.
Het nadeel van grote vliegtuigen zoals de An-124 is het hoge brandstofverbruik en het daarbij horende kostenplaatje. Bij grote operaties, waar belangrijk transport erg snel ter plekke moet zijn, mag het belang echter niet onderschat worden.
De An-124 werd ontworpen met een gigantisch landingsgestel, om er zeker van te zijn dat het toestel op de kleine en soms provisorische vliegvelden in de verre uiteinden van Rusland (destijds de Sovjet-Unie) te kunnen landen. 
Het toestel heeft slechts 800 meter vlak land nodig om te kunnen landen, tegenover 2 kilometer asfalt voor de Boeing-747 en 1100 meter voor de C-5 Galaxy.
Een doorontwikkeling van de An-124 was de Antonov An-225, het grootste vliegtuig ter wereld. 

## Media
Het vrachtvliegtuig was vanwege diens omvang het hoofdonderwerp van een aflevering van National Geographic's Big, Bigger, Biggest.

## Trivia
- Een An-124 werd in april 2005 gebruikt om de obelisk van Aksum weer naar Ethiopië te brengen. Dit gebeurde in drie keer, telkens een derde van het monument van 160 ton en 24 meter lang. De landingsbaan in Aksum moest speciaal voor het grote vliegtuig aangepast worden.
- Een An-124 van Volga-Dnepr komt voor in de videoclip "Estranged" van Guns N' Roses. Deze clip is befaamd voor zijn hoge prijs. Het vliegtuig werd getoond terwijl concertmateriaal en computergegenereerde dolfijnen uitgeladen werden.
- Een Oekraïense An-124 komt voor in de James Bondfilm Die Another Day, hoewel de binnenkant die getoond wordt die van de Iljoesjin Il-76 is.
- In september 2001 werd een treinlocomotief van 109 ton door een An-124 van Canada naar Ierland getransporteerd.
- Vanaf 1997 heeft een An-124 drie jaar op Maastricht Aachen Airport aan de ketting gelegen.

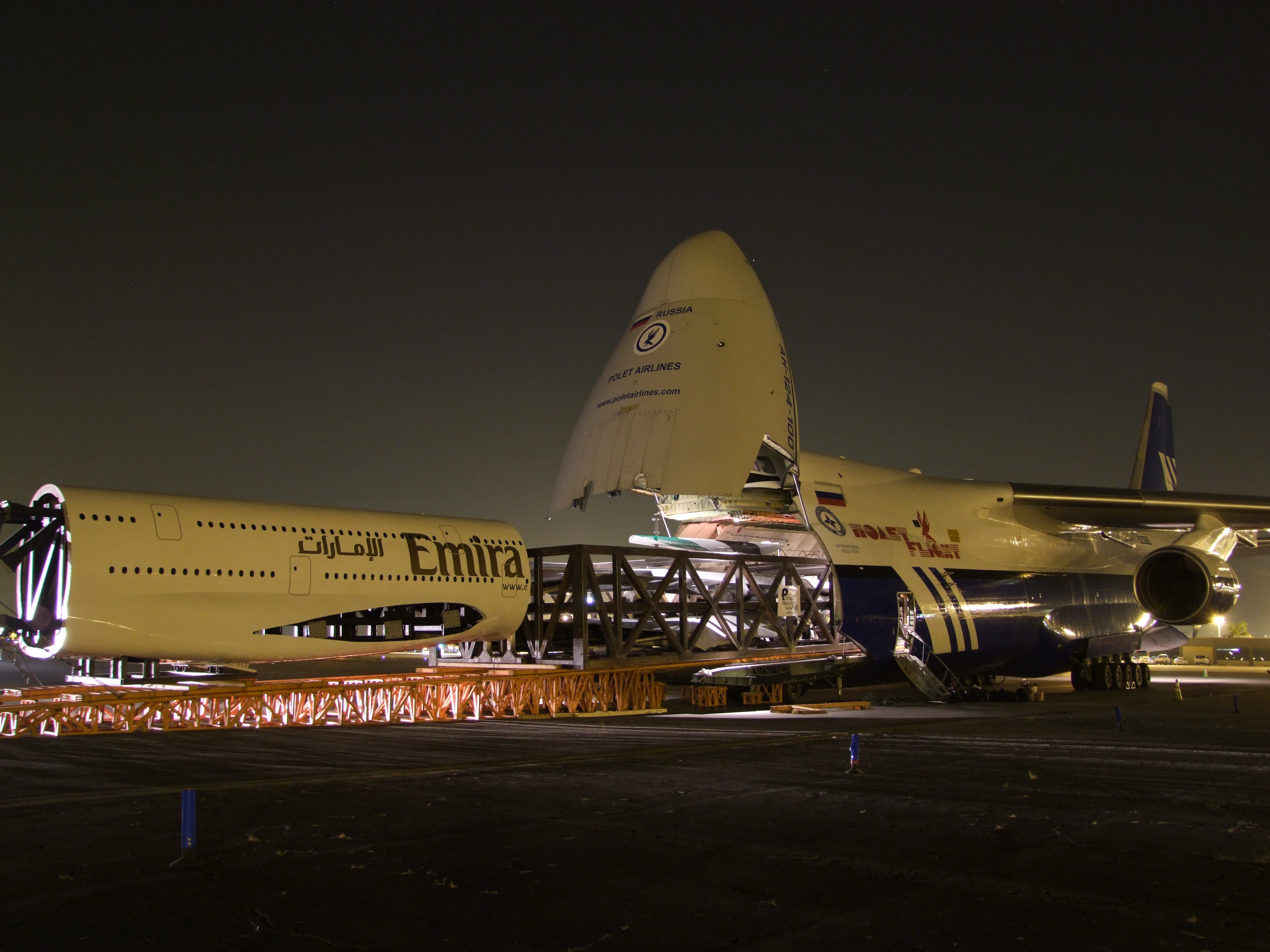
An-124 neemt een 1/3 schaalmodel van de Airbus A380 in